# سیب سرخ (فیلم)
سیب سرخ (روسی: Красное яблоко) یک فیلم درام و محصول کشور شوروی به کارگردانی تولوموش اوکیف است. این فیلم در نهمین جشنواره بین المللی فیلم مسکو شرکت کرد.